# 乌拉山站
乌拉山站，位于中华人民共和国内蒙古自治区巴彦淖尔市乌拉特前旗乌拉山镇，是包兰铁路上的火车站，建于1957年，由中国铁路呼和浩特局集团管辖。

## 歷史
- 建于1957年。

## 車站周邊
- 中国工商银行乌拉山分理处
- 京藏高速公路

## 外部連結
- 中国铁路客户服务中心（页面存档备份，存于）